# Джерело Q

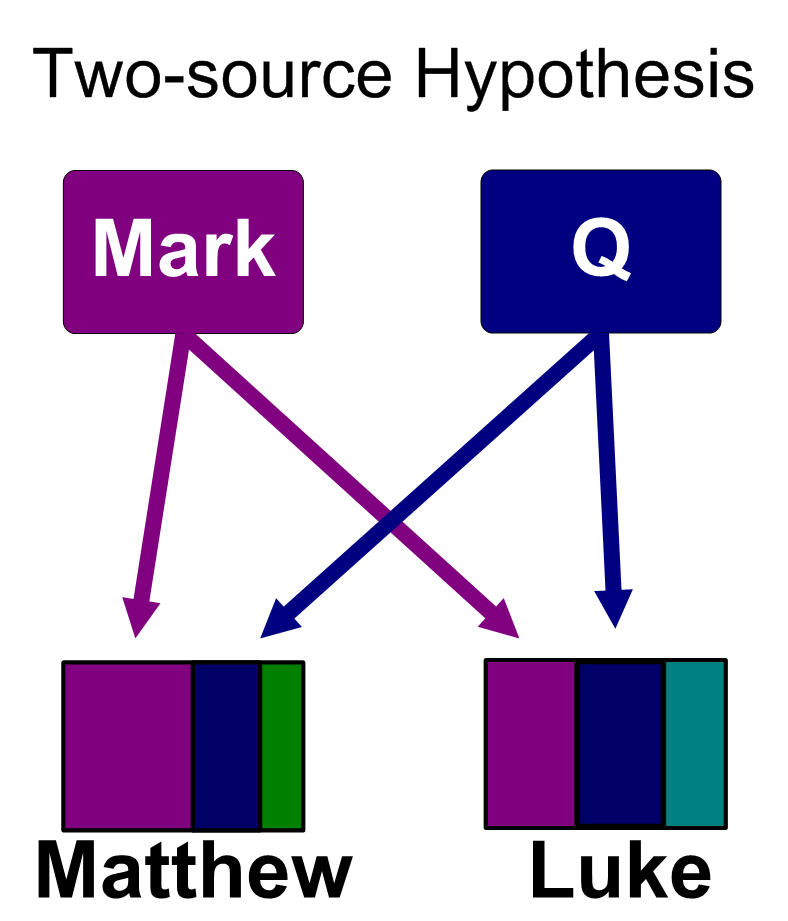
Євангелія від Матвія та Луки написано незалежно одне від одного, використовуючи Євангеліє від Марка і другий документ, що зветься «Q». Q — «загальний» матеріал у Матвія й Луки, якого немає в Марка

Джерело́ Q (з нім. Quelle — «джерело») — гіпотетична збірка висловлювань Христа, яку автори Євангелія від Луки та Євангелія від Матвія незалежно одне від одного використовували як джерело разом з Євангелієм від Марка.
Міркування щодо існування подібного джерела було сформовано ще у XIX столітті на основі того факту, що значну частину спільного матеріалу Євангелій від Луки та від Матвія, що відсутній у Євангелії від Марка, складають логії (дав.-гр. λόγια) Ісуса.
Нині гіпотеза про існування джерела Q широко використовується в біблеїстиці для обґрунтування різних рішень синоптичної проблеми. Зокрема, вона лежить в основі гіпотез двох і чотирьох джерел Євангелій од Матвія та Луки.